# Vesturland
Vesturland (Vesturlandi ligger på det vestlige Island nord for Reykjavík, er en af Islands 8 regioner.
Befolkningen udgør ca. 15.720 indbyggere, (1,65 indb. per km²) og dens areal er på ca. 9.554 km². Hovedbyen er Borgarnes og den største by er Akranes.
Regionens 10 kommuner
- Akraneskaupstaður
- Borgarbyggð
- Dalabyggð
- Eyja- og Miklaholtshreppur
- Grundarfjarðarbær
- Helgafellssveit
- Hvalfjarðarsveit
- Snæfellsbær
- Skorradalshreppur
- Stykkishólmsbær

Vestlandets frodige natur gjorde at området ved den første bosættelse hurtig blev tæt bebygget, og her udspilledes en lang række islandske sagaer, der strækker sig helt til Vestfjordene
Den ældste klippegrund i landet findes ved Kögur og den yngste inderst i Borgarfjörður. Der er mange typer vulkaner, og der er mange varme kilder i området.
Yderst i nationalparken Snæfellsnes står den myte-rige vulkan, Snæfellsjökull.
Vesturland er kendt for sit rige fugleliv med blandt andet mange fuglefjelde.